# 无距凤仙花
无距凤仙花（学名：Impatiens margaritifera）是凤仙花科凤仙花属的植物，为中国的特有植物。分布于中国大陆的云南、西藏等地，生长于海拔2,600米至3,800米的地区，一般生于溪边丛中、河滩湿地及冷杉林下，目前尚未由人工引种栽培。

## 异名
- Impatiens margaritifera Hook. f. var. humilis Y. L. Chen
- Impatiens margaritifera Hook. f. var. purpurascens Y. L. Chen